# Arabisk grammatik
Arabisk grammatik er det arabiske sprogs grammatik, dvs. lære om, ordenes opbygning og bøjning (morfologi), sammenkoblingen af ord til meningsfulde sætninger (syntaks) samt det hermed forbundne betydningsindhold (semantik).
Den arabiske grammatik blev formuleret i det 7. og 8. århundred som en beskrivelse af grammatikken i især Koranen og den før-islamiske poesi.

## Alfabet
Det arabiske alfabet skrives fra højre mod venstre. Det består af 28 bogstaver, hvoraf:
- 25 bogstaver er rene konsonanter (medlyde)
- 2 bogstaver kan fungere både som konsonanter og vokaler
- 1 bogstav fungerer udelukkende som vokal

Konsonanterne kan læses, når de udstyres med vokaler. Selvom vokalisering er nødvendig for at kunne læse skriften, er det mest almindeligt, at de korte vokaler undlades. I ordinær tekstformidling (litteratur, presse osv.) formodes det at vokabulariet er velkendt og skrives dermed uden vokaler. En almindelig læser vil hermed genkende ordets skriftbillede.

## Skriftsprog
De arabiske bogstaver skrives sammen i én streg. Af de 28 bogstaver er der dog 6, der kun forbindes til den ene side; efter disse afsluttes stregen, før man starter i et nyt bogstav. Bogstavernes sammenskrivning indebærer, at det enkelte bogstav skrives forskelligt, at efter hvilken position det har (første, mellem eller sidste position, eller når det står alene).
På arabisk findes der ingen store og små bogstaver.

## Sætningslære
På arabisk findes overordnet set to sætningstyper: nominalsætninger med et subjekt (grundled) og et prædikat (omsagnsled til grundled) og verbalsætninger der begynder med et verbum og angiver verbets subjekt ved bøjning. I verbalsætninger er det tilstrækkelig kun at sige/skrive verbet, da subjektet kan være implicit: man kan fra bøjningsformen se hvilken person og køn, verbet er bøjet i.
En anden vigtig sætningstype er præpositionalsætningen, som angiver ejerskabsforhold. På arabisk udtrykkes ejerforhold ikke ved brug af verber, men præpositioner såsom "for", "til" og "hos/ved". Således siger man "en hund er hos/ved/til mig", når man ønsker at udtrykke propositionen "jeg har en hund", på arabisk: أنا) عندي كلب)

## Tal
Tal skrives fra venstre mod højre, altså modsat skriveretningen.

## Ord
I arabisk kan hvert enkelt ord betragtes ud fra betydning, ordklasse, struktur, funktion og kongruens.

### Kongruens
I arabisk kan et ord have indflydelse på strukturen af et andet ord, f.eks. det stavelse eller udtalelse. Denne afstemning kaldes kongruens (overensstemmelse) og det siges at et ord retter sig efter et andet ord.
F.eks. er adjektiver kongruente, dvs. i overensstemmelse med de substantiver, de lægger sig direkte (attributivt) til. Adjektivet kommer efter substantivet. Når vi taler om kongruens i denne sammenhæng drejer det sig om:
- Køn (hankøn eller hunkøn)
- Tal (ental, to-tal eller flertal)
- Bestemhed (ubestemt eller bestemt)
- Fald (nominativ, akkusativ eller genitiv)

## Ordklasser
I arabisk er der tre hovedgrupper af ordklasser:
- ism - består især af substantiver og adjektiver (navneord og tillægsord)
- fi'al - består af verber og pronominer (udsagnsord og stedord)
- harf - består af småord som bindeord, præpositioner, adverbier, og tids- og stedspartikler.

Opstillingen der følger er ligesom den i latin og dansk grammatik (til sammenligning).

### Verber (udsagnsord)
Verber bøjes i tid (datid, nutid), diatese (aktiv/passiv), køn (hankøn/hunkøn), personer (1., 2. og 3. person) tal (ental, to-tal og flertal), måde (indikativ, konjunktiv, jussiv, imperativ samt den korte og lange emfatiske måde) og form (19 verbalformer).

#### Tid
Verber har to overordnede tempora (tid) på arabisk, præterium (med kernebetydning af datid) (الماضي al-māḍī) og præsens (med kernebetydningen af nutid) (المضارع al-muḍāriʻ). Alle øvrige verbalformer med tidsbetydning er omskrevne ud fra disse to tempora. Eksempelvis formes futurum (fremtid) ved at tilføje præfikset سـ sa- eller ordet سوف sawfa på begyndelsen af nutidsformen af verbet.
Verber kan omdannes til substantiver, såkaldt nominaliseringer eller verbalsubstantiver (maṣdar).

### Substantiver (navneord)

#### Køn
I arabisk findes to genus (køn): femininum (hunkøn) og maskulinum (hankøn). Ofte dannes et hunkønsord ved at tilføje endelsen -a på det tilsvarende hankønsord. I modsætning til dansk (og en række andre indoeuropæiske sprog) er der intet neutrum (intetkøn), eller utrum (fælleskøn).

#### Tal
Den grammatiske kategori numerus (tal) består i den formellem og semantiske distinktion mellem singularis (ental), dualis (to-tal) og pluralis (flertal). I princippet kan alle tællelige substantiver bøjes i dualis og pluralis i arabisk.

#### Bestemthed
Den grammatiske kategori species (bestemthed) består i distinktionen mellem ubestemt (indefinit) og bestemt (definit). Den bestemte form bruges, når afsenderen tager for givet, at modtageren er bekendt med substantivets (nøjagtige) reference. I princippet kan alle substantiver bestemthedsbøjes i arabisk. Den ubestemte form anvendes derimod, når taleren ikke kan forudsætte, at tilhøreren har kendskab til referencen.

#### Fald
I arabisk anvendes kasus (fald) til at angive et substantivs funktion i sætningen. På arabisk er der tre kasus:
- Nominativ
- Genitiv
- Akkusativ

Fald markeres ved endelser på ordet: ubestemte ord får nunation og bestemte ord får hun en vokal som endelse. Kasusvokalerne markeres ligesom de øvrige korte vokaler ikke i normal tekst.

### Pronominer

#### Personlige
De personlige pronominer (stedord) skelner imellem tre forskellige personer: 1. person er den eller dem der taler/skriver, 2. person er den eller dem man taler/skriver til, og 3. person er han/hun/den/det eller dem som omtales. De personlige pronominer bøjes i tal (ental, to-tal og flertal) og køn (hankøn og hunkøn), og findes udelukkende i nominativformen.
På arabisk har personlige pronominer 12 former. I 2. og 3. person adskilles der mellem køn, mens dette ikke finder sted i 1. person. I to-talsformen er der ingen 1. person og kun en enkelt form for 2. og 3. person. Traditionelt er pronominerne listet i rækkefølgende 3., 2. og 1. person. Generelt anvendes flertalsformen af de personlige pronominer kun i reference til mennesker. 1. person ental ('jeg' anā أنا) er enten hankøn eller hunkøn og 1. person to-tal/flertal ('vi' naḥnu نحن) er enten hankøn, hunkøn eller i reference til begge køn.
3. person ental ('han' huwa هو og 'hun' hiya هي) anvendes desuden til at betyde 'det', afhængig af kønnet af det de refererer til (eftersom der ikke er noget intetkøn på arabisk). 3. person hunkøn ental (hiya هي) kan også betyde 'de', når der refereres til ting, ikke til personer.
Nominativformen af de personlige pronominer er:
| Person | Person | Ental                   | To-tal              | Flertal          |
| ------ | ------ | ----------------------- | ------------------- | ---------------- |
| 1.     | 1.     | (jeg) anā أنا           | (vi) naḥnu نحن      | (vi) naḥnu نحن   |
| 2.     | Hankøn | (du) anta أنت           | (i to) antumā أنتما | (i) antum أنتم   |
| 2.     | Hunkøn | (du) anti أنت           | (i to) antumā أنتما | (i) antunna أنتنّ |
| 3.     | Hankøn | (han, det) huwa هو      | (de to) humā هما    | (de) hum هم      |
| 3.     | Hunkøn | (hun, det, dem) hiya هي | (de to) humā هما    | (de) hunna هنّ    |

På arabisk er det ikke nødvendigt at anvendte personlige pronomener i sætningskonstruktionen af en verbalsætning, idet arabiske verber indikerer udføreren af handlingen. De personlige pronomener har en af følgende tre funktioner:
1. subjekt i en nominalsætning
2. prædikat i en nominalsætning
3. emfase eller fokus på ordet man sætter i stedet for substantivet

#### Demonstrative
De demonstrative pronominer (påpegende stedord), det, det, de og denne, dette, og disse, skrives og udtales på arabisk ens. Der er to demonstrative pronomier på arabisk (أسماء الإشارة asmā’ al-ishārah), det første anvendes i omtale af nogen eller noget nær den der taler:
| Køn (og fald) | Køn (og fald)     | Ental       | To-tal        | Flertal        |
| ------------- | ----------------- | ----------- | ------------- | -------------- |
| Hankøn        | nominativ         | hādhā هذا   | hādhāni هذان  | hā’ulā’i هؤلاء |
| Hankøn        | akkusativ/genitiv | hādhā هذا   | hādhayni هذين | hā’ulā’i هؤلاء |
| Hunkøn        | nominativ         | hādhihi هذه | hātāni هتان   | hā’ulā’i هؤلاء |
| Hunkøn        | akkusativ/genitiv | hādhihi هذه | hātayni هتين  | hā’ulā’i هؤلاء |

Hvis noget er længere væk, bruges på dansk den, det, og de, ofte sammen med ordet der. På arabisk anvendes det andet demonstrative pronomie når noget er længere væk fra den der taler:
| Køn (og fald) | Køn (og fald)     | Ental       | To-tal        | Flertal       |
| ------------- | ----------------- | ----------- | ------------- | ------------- |
| Hankøn        | nominativ         | dhālika ذلك | dhānika ذانك  | ulā’ika أولئك |
| Hankøn        | akkusativ/genitiv | dhālika ذلك | dhaynika ذينك | ulā’ika أولئك |
| Hunkøn        | nominativ         | tilka تلك   | tānika تانك   | ulā’ika أولئك |
| Hunkøn        | akkusativ/genitiv | tilka تلك   | taynika تينك  | ulā’ika أولئك |

### Præpositioner
Præpositioner (forholdsord) er ubøjelige partikler (småord), der angiver noget om stedet hvor noget foregår eller befinder sig. Det gælder for præpositioner at de indgår i præpositionsforbindelser, hvor det først ord kaldes en præposition og andet ord kaldes styrelsen. På arabisk optræder en præposition i princippet ikke alene, men altid sammen med det ord eller led, den styrer. Der er samlet 13 præpositioner på arabisk:
- bi- (i, ved), li- (for, til), ka- (som, ligesom), min (fra, af), `an ([væk] fra, omkring) fī (i), `ilā (til), `alā (på), ladā (ved), ladun (ved), ma'a (med, sammen med, med sig), ḥattā (op til, hertil) og mundhu (siden).

Alle præpositioner på arabisk tager den genitive form. Styrelsen i en præpositionsforbindelse består af et substantiv (navneord) eller et pronomen (stedord) som objekt. Hvad angår substantiver der anvendes som præpositioner bliver de på arabisk omtalt som 'navneord-præpositioner' eller 'pseudo-præpositioner'. Det er ofte stedspartikler som f.eks. àmāma (foran) eller ba`da (efter).
Desuden har man såkaldte sværge-partikler der fungere som præpositioner:
- wa (i, ved), bi (i, ved), ta (i, ved)